# Kramers F.C.
Kramers FC là một câu lạc bộ bóng đá Palau đến từ Koror đang thi đấu ở Giải bóng đá vô địch quốc gia Palau, giải bóng đá cấp độ cao nhất ở Palau trong Mùa giải Mùa xuân 2012. Đội bóng được cho là thành lập ít nhất từ năm 2008.

## Lịch sử
Kramers FC về đích thứ nhất trong mùa giải đầu tiên tham dự ở Giải bóng đá vô địch quốc gia Palau 2008 dựa theo số liệu có được. Mùa giải tiếp theo được ghi nhận của đội bóng là 2012, xếp thứ 3 chung cuộc tại Mùa giải Mùa xuân và thứ 5 ở Mùa giải Mùa thu.,

## Danh hiệu
- Giải bóng đá vô địch quốc gia Palau: 1

2008
Nguồn:

## Đội hình hiện tại
Tính đến 15 tháng 11 năm 2012
Ghi chú: Quốc kỳ chỉ đội tuyển quốc gia được xác định rõ trong điều lệ tư cách FIFA. Các cầu thủ có thể giữ hơn một quốc tịch ngoài FIFA.
| Số | VT | Quốc gia    | Cầu thủ         |
| -- | -- | ----------- | --------------- |
| 1  | TM | Palau       | Patrick Arurang |
| 2  |    | Palau       | Jennifer Anson  |
| 3  | TM | Hoa Kỳ      | Mike Fox        |
| 4  |    | México      | Victor Paez     |
| 5  |    | Philippines | Geoffrey Martin |
| 6  |    | Đức         | Torsten Shaudt  |
| 7  |    | Philippines | Jane Menz       |
| 8  |    | Palau       | Uchel Tmetuchl  |

| Số | VT | Quốc gia | Cầu thủ        |
| -- | -- | -------- | -------------- |
| 9  |    | Palau    | Swing Aguon    |
| 10 |    | Palau    | Erriu Mitchell |
| 11 |    | México   | Noe Campos     |
| 12 |    | Hoa Kỳ   | Gregory Schulz |
| 13 |    | Hoa Kỳ   | Jason Shaw     |
| 14 |    | Hoa Kỳ   | Tabet Kano     |
| 15 |    | Hoa Kỳ   | Ben Lee        |

Nguồn: